# Flicka – Freiheit. Freundschaft. Abenteuer.
Flicka – Freiheit. Freundschaft. Abenteuer ist ein Spielfilm von Michael Mayer aus dem Jahr 2006. Es handelt sich um eine Neuverfilmung des Films Flicka (Originaltitel: My Friend Flicka) aus dem Jahr 1943, der auf dem gleichnamigen Roman von Mary O’Hara aus dem Jahr 1941 basiert.

## Handlung
Die 16-jährige Katy kommt von einer Privatschule auf die Goose Creek Ranch ihrer Familie nach Wyoming zurück. Die Pferdenärrin setzt sich dort in den Kopf, ein wildes Pferd, das sie Flicka (schwedisch: Mädchen) nennt, zu zähmen. Ihr Vater will sie lieber aufs College schicken und verkauft das Pferd an einen Rodeo-Veranstalter. Um das Pferd zurückzubekommen, will sie selbst bei dem Rodeo mitmachen und dort Flicka reiten. Doch als sie das Rodeo gewinnt und danach nach Hause reitet, werden sie von einem Puma angegriffen. Flicka erleidet schwere Bissverletzungen, Katy wird stark unterkühlt geborgen und ist danach mit einer Lungenentzündung bettlägerig. Flicka wird auf die Ranch geholt und gesundgepflegt, obwohl zunächst die Absicht bestand, ihr aufgrund der Verletzungen den Gnadenschuss zu geben.

## Kritiken
Das Lexikon des internationalen Films bezeichnete Flicka als „[s]olide, wenn auch konventionelle Unterhaltung zum Kuscheln und Wohlfühlen, an der allenfalls das hymnische Loblied auf amerikanische Tugenden aufstößt.“
Die Internetseite Rotten Tomatoes analysierte 75 Kritiken, von denen nur 53 % positiv ausfielen. Die Seite fasst zusammen, dass sich Kinder mit der rebellischen Hauptfigur identifizieren könnten, Erwachsene würden jedoch einen Film mit „flachen Charakteren, übertriebenen Dialogen und einer Geschichte, die aufs Land hinauswandert und niemals zurückkehrt“ vorfinden. (The rebellious protagonist will rally girls and children, but adults may find Flicka saddled with thin characters, over-the-top dialogue, and a plot that wanders into the countryside and never comes back.)
Auch Cinema kritisiert, „der Film hat zwar schöne Bilder, bewegt sich in puncto Rührseligkeit jedoch jenseits des Erträglichen“. Positiv angemerkt wird, dass bei der dritten Kino-Verfilmung „erstmals zielgruppengerecht ein Mädchen im Sattel [sitzt]“.
Kino.de nennt das Werk eine „zeitgenössische Version des bereits mehrfach verfilmten Pferdestoffs, bei dem Michael Mayer […] erneut alle dramatischen Register zieht.“
TV Spielfilm überschreibt seine Kritik mit „Ein Pferdeposter-Film: Hier fehlt Stallgeruch“ und moniert: „Das gut gespielte Kinoremake verliert sich in sentimentalen Dialogen, in denen zu oft die Freiheit beschworen wird. Zudem wirkt manch hektisch geschnittene Szene wie schlecht getrickst.“

## Fortsetzungen
2010 erschien die Fortsetzung Flicka 2 – Freunde fürs Leben, der Film wurde als Direct-to-DVD-Produktion veröffentlicht. Im Juni 2012 folgte der dritte Teil unter dem Titel Flicka 3 – Beste Freunde. Regie führte bei beiden Titeln Michael Damian.